# آساف اینبری
آساف اینبری (عبری: אסף ענברי‎؛ زادهٔ ۹ مارس ۱۹۶۸) نویسنده، مقاله‌نویس، و مربی اهل اسرائیل است.

## تحصیلات
او از دانش‌آموختگان دانشگاه برایلان است.